# Dinotrema costulatum
Dinotrema costulatum är en stekelart som först beskrevs av Thomson 1895.  Dinotrema costulatum ingår i släktet Dinotrema och familjen bracksteklar. Arten är reproducerande i Sverige. Inga underarter finns listade i Catalogue of Life.